# Fleshwater
Fleshwater es una banda de Post-hardcore estadounidense formada en 2017.

## Historia y formación
La banda fue formada por el vocalista y guitarrista Anthony DiDio y el baterista Matt Wood, quienes también son miembros de Vein.fm. A ellos se unieron el bajista Jeremy Martin, también de Vein.fm, y la vocalista principal Marisa Shirar. El primer concepto del grupo se remonta a 2017 cuando DiDio y Wood escribieron tres canciones. Grabaron su primera canción "Linda Claire" en 2019 con Shirar como vocalista principal.  En febrero siguiente, lanzaron su EP debut demo2020 que contenía "Linda Claire".  Esto les valió su primer gran reconocimiento, acumulando seguidores de culto y la canción obtuvo más de 1 millón de reproducciones en Spotify . 
La banda lanzó el sencillo "Kiss the Ladder" el 6 de octubre de 2022, junto con el anuncio de su álbum debut We're Not Here to Be Loved .  El segundo sencillo del álbum, "The Razor's Apple", fue lanzado el  de octubre. El álbum fue lanzado poco después, el 4 de noviembre, y tuvo una acogida positiva.  La banda tocó su primer show el 9 de enero de 2022 en Tampa, Florida, en un show posterior al FYA Fest apoyando a Sunami junto a Ingrown, Living Weapon y Hold My Own. La banda se embarcó en su primera gira completa por Estados Unidos en mayo/junio de 2023 apoyando a No Pressure junto a Koyo e Illusion.
Se considera que la banda está fuertemente influenciada por el rock de los 90 y principios de los 2000, y sus pistas contienen elementos de shoegaze, grunge, post-hardcore, nu metal y metal alternativo .  

## Discografía

### Álbumes
- We're Not Here to Be Loved (2022)
- demo2020 (2020)
- Sounds of Grieving (2023)

### Sencillos
- "Kiss the Ladder" (2022)
- "The Razor's Apple" (2022)
- "Standalone+1" (2024)

### Miembros actuales
- Marisa Shirar - voz principal, guitarra (2019-presente)
- Anthony DiDio - guitarra, voz (2017-presente)
- Jeremy Martin - bajo (2019-presente)

### Miembros anteriores
- Matt Wood - batería (2017-2023)

### Miembros de gira
- Jon Lhaubouet - guitarra (2021-presente)
- Josian Omar Soto Ramos - batería (2023-presente)